# Calexico
Calexico ist eine Stadt im Imperial County im US-Bundesstaat Kalifornien. Das U.S. Census Bureau hat bei der Volkszählung 2020 eine Einwohnerzahl von 38.633 ermittelt. Das Stadtgebiet erstreckt sich auf einer Fläche von 20,4 Quadratkilometern und befindet sich an den California State Routes 98 und 111.

## Übersicht
Der Name der Stadt ist ein Kofferwort aus California und Mexico, ebenso wie der Name der Stadt Mexicali, die sich auf der anderen Seite der Grenze zwischen den Vereinigten Staaten und Mexiko unmittelbar anschließt und Hauptstadt des Bundesstaates Baja California ist.
Calexico wurde 1900 gegründet und 1907 als Gemeinde offiziell registriert.
Die Stadt besitzt einen kleinen Flughafen namens Calexico International Airport (IATA-Code CXL), über den hauptsächlich Grenzverkehr abgefertigt wird.

## Demographie

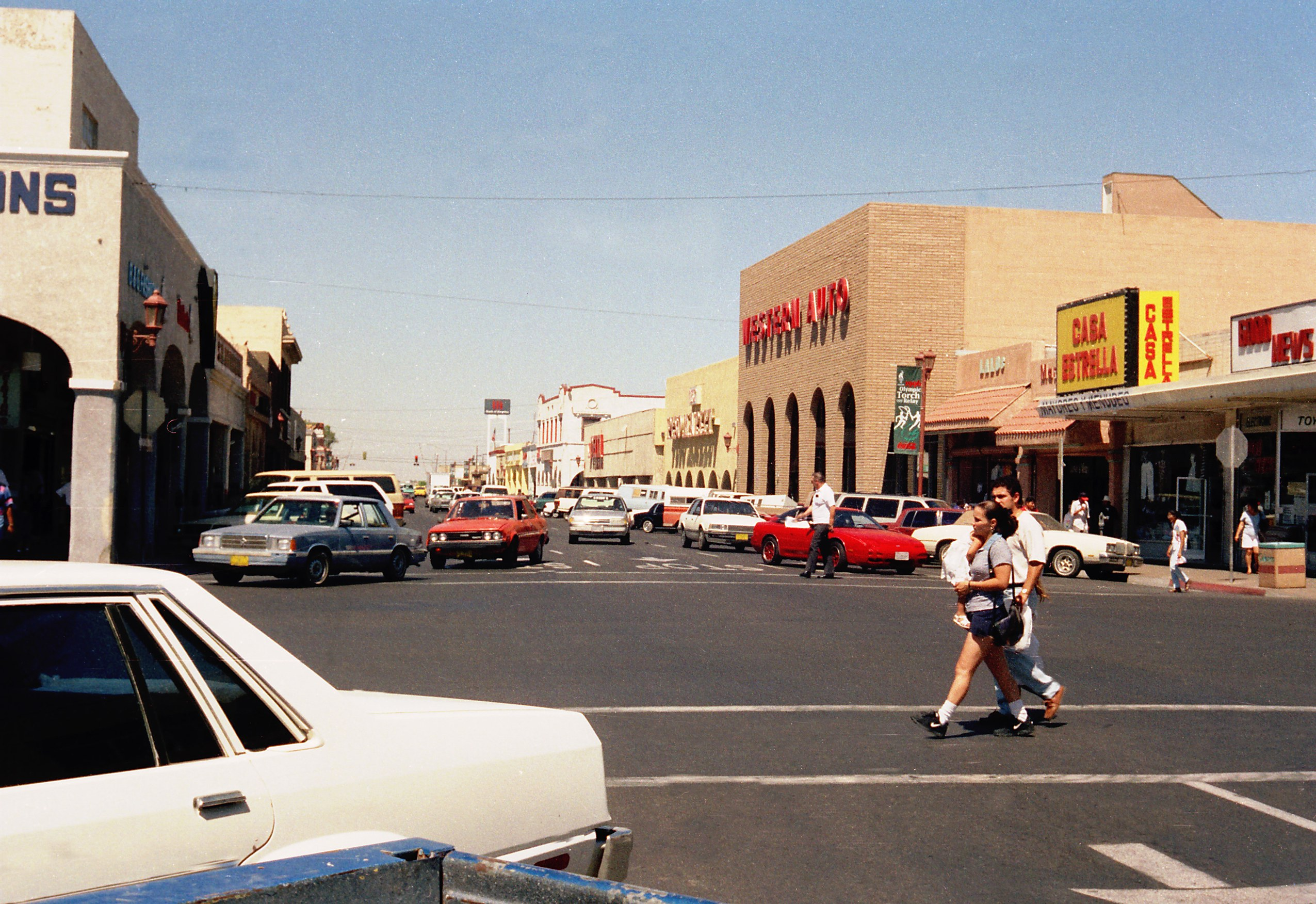
Die 2nd Street in der Stadtmitte, 1995

Die Volkszählung 2010 ermittelte eine Einwohnerzahl von 38.572. Somit konnte ein Zuwachs von über 11.000 Menschen binnen zehn Jahren festgestellt werden. Im Jahre 2000 lebten nach dem Stand der damaligen Volkszählung noch gut 27.100 Personen in Calexico. Dabei blieb der Anteil der Latinos an der Gesamtbevölkerung konstant, da sie nahezu die gesamte Bevölkerung der Stadt stellen. 2010 betrug ihr Anteil rund 96 Prozent, womit die Stadt einen prozentual deutlich höheren Anteil dieser Bevölkerungsgruppe hat als der Staat Kalifornien. Weitere Ethnien sind Minderheiten. Darunter fallen europäischstämmige Weiße ebenso wie Afroamerikaner oder Asiaten. Auf 100 Frauen kamen nach der Volkszählung 89,6 Männer. Die Bevölkerung der Stadt verteilte sich auf 10.116 Haushalte, während der Durchschnittshaushalt damit rund vier Personen umfasst. Das Medianalter betrug 31,8 Jahre.

## Söhne und Töchter der Stadt
- Emilio Delgado (1940–2022), Schauspieler und Sänger
- Gale Hess (1955–2012), Jazzviolinistin
- Allen Strange (1943–2008), Komponist
- Robert Carlton Wilson (1916–1999), Politiker